# 戦前の日本史叢書の一覧
戦前の日本史叢書の一覧（せんぜんのにほんしそうしょのいちらん）

## 通史
- 『大日本時代史』全9巻（早稲田大学出版部、1907-1908）
  - 『訂正増補大日本時代史』全12巻（早稲田大学出版部、1915）
  - 『日本時代史』全14巻（早稲田大学出版部、1926-1927）1915年版に吉田東伍『倒叙日本史』の明治史に関する部分を２巻に分けたものを追加[1]
- 『倒叙日本史』全10巻、吉田東伍（早稲田大学出版部、1913-1914）
- 『国民の日本史』全12巻（早稲田大学出版部、1922-1923）
  - 『国民の日本史』全14巻（早稲田大学出版部、1931-1932）明治時代史２冊加え再版[2]
- 『国史講習録』全20巻（国史講習会、1924-1925）
- 『綜合日本史大系』全12巻（内外書籍、1926-1934）
- 『大日本史講義』全18巻（雄山閣、1928-1930）
- 『国史講義』全21巻（受験講座刊行会、1930-1931）
- 『岩波講座日本歴史』全13巻（岩波書店、1933-1935）
- 『日本歴史教程』2巻（白揚社、1936-1937）
  - 『日本歴史教程』2巻（人民社、1947）再版
- 『日本歴史全書』全22巻（三笠書房、1939-1941）
- 『新講大日本史』全20巻（雄山閣、1939-1943）